# Агте, Альбрехт
Альбрехт Агте (нем. Wilhelm Johann Albrecht Agthe; 14 апреля 1790, Балленштедт, Ангальт-Бернбург — 8 октября 1873, Берлин) — немецкий музыкальный педагог. Сын композитора и органиста Карла Кристиана Агте. Автор увертюр, церковной музыки, фортепианных пьес, песен.

## Биография
Альбрехт Агте родился 14 апреля 1790 года в Балленштедте, Ангальт-Бернбург. Окончил гимназию в Магдебурге, затем учился в Эрфурте у Михаэля Готхарда Фишера. В 1810 году сам начал преподавать в Лейпциге, с 1812 года играл на скрипке в оркестре Гевандхауза. Затем преподавал в Дрездене, Позене (где его учениками были Теодор и Адольф Куллаки) и Бреслау, в том числе с использованием метода Логира (преобладание занятий в малой группе над индивидуальными и параллельное изучение пианистической техники и основ гармонии). 
В 1823 году открыл собственную музыкальную школу в Берлине, преподавал также принцессам прусского двора. С 1826 по 1830 год он преподавал музыку в Познани (ранее также во Вроцлаве). После 1845 года Агте был вынужден прекратить педагогическую деятельность из-за ослабевшего зрения. 
Альбрехт Агте умер 8 октября 1873 года в Берлине.

## Сочинения
- Agthe, Albrecht / Märsche, Kl 4hdg., op. 9 Werk der Musik (wim)
- Agthe, Albrecht / Polonaisen, Kl 4hdg., op. 8 Werk der Musik (wim)[4]